# Черненко, Анатолий Кононович
Анатолий Кононович Черненко (2 февраля 1919, Минеральные Воды — 9 января 1990) — советский шахматист, кандидат в мастера спорта.

## Биография
Неоднократный чемпион Новосибирска и Новосибирской области.
Достиг значительных успехов в игре по переписке. В составе сборной РСФСР дважды становился победителем командного чемпионата СССР. В обоих турнирах выступал на 5-й доске. В 1-м командном чемпионате СССР набрал 7 очков из 10, во 2-м — 5½ из 11.
Участвовал в Великой Отечественной войне. Призван в мае 1942 г. Был награжден Орденом Отечественной войны II степени и Орденом Красной Звезды. Демобилизован в 1946 г. в звании капитана.
Получил техническое образование. Работал на одном из предприятий Новосибирска. Является автором 11 научных работ по электроэнергетике.
Младший брат — С. К. Черненко.

## Книга
- Черненко А. К. Первые основы шахматной игры. — Новосибирск: Новосибирское кн. изд-во, 1958. — 165 с.